# LeoCAD
LeoCAD (англ. Leonardo Zide's CAD, або Lego CAD) — це вільна система автоматизованого проєктування віртуальних 3D моделей з кубиків Lego та інших подібних конструкторів, побудованих за принципом з'єднуваних чи зіставлюваних блоків. Програма використовує стандарт LDraw і описані ним формати файлів.

## Історія
У 1996, американський програміст Леонардо Зід (англ. Leonardo Zide), інженер-програміст компанії Treyarch, на той час студент університету[якого?][уточнити], створив пропрієтарну програму для Windows під назвою LeoCAD, яка поширювалася як безплатне програмне забезпечення за схемою emailware. LeoCAD мав графічний інтерфейс для редагування віртуальних 3D моделей Lego з використанням бібліотеки блоків у форматі LDraw.
Окрім програми, в ранні роки Зід також створив кілька блоків для офіційної бібліотеки блоків спільноти LDraw.org, але основну увагу зосередив на розробці програмного забезпечення.

У квітні 1999, було анонсовано про початок створення версій LeoCAD для Unix-подібних операійних систем, в першу чергу Linux та Mac OS:
|                                                                                        | Я планую розпочати роботу над версією LeoCAD для Unix (я вже завантажив майже половину файлів небохідних мені для встановлення Linux) але якщо ви можете надати мені [Apple] Mac я зможу почати роботу над версією для нього в першу чергу. :) |
| — Леонардо Зід, LUGNET: Re: Lego CAD for Mac?, https://news.lugnet.com/cad/dev/?n=1258 | |

У грудні 1999, в журналі «Linux Magazine» було опубліковано коротку замітку  під назвою англ. «Forget Tetris», досл. «Забудьте про Тетріс», з оглядом версії програми LeoCAD для Linux і посиланням на офіційний сайт (на той час, розміщеному на сервері GeoCities, хоча це було тимчасове дзеркало офіційного сайту):
|                                                                                         | Я щойно отримав повідомлення від користувача про статтю у грудневому випуску Linux Magazine (Volume 1 Number 8) на сторінці 77. У мене немає журнала, але він [користувач] люб'язно надав мені текст статті. |
| — Леонардо Зід, LUGNET: Linux Magazine Article, https://news.lugnet.com/cad/dev/?n=3317 | |

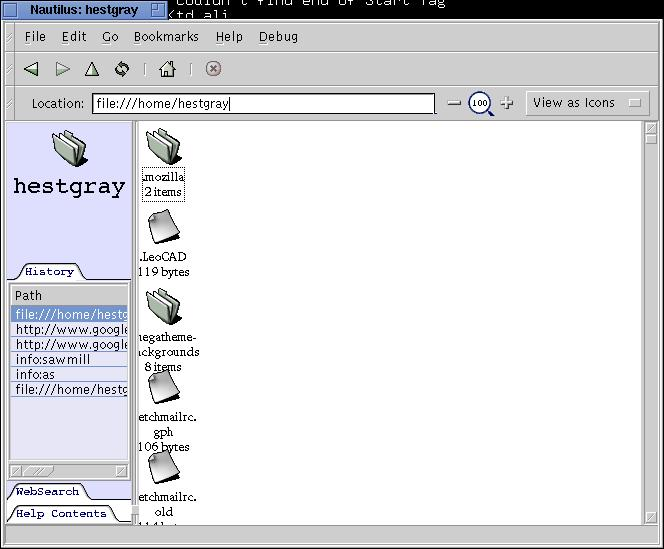
Знімок екрану Nautilus 0.1 (лютий 2000)

У лютому 2000, програміст Річард Хестгрей (англ. Richard Hestgray), один з розробників середовища GNOME для Linux, опублікував огляд ранньої версії файлового менеджера Nautilus 0.1, що розроблявся компанією Eazel, і перший опублікований знімок екрану свідчив про те що версія LeoCAD для Linux у той час також була встановлена на його персональному коп'ютері.
Влітку 2000, було розпочато створення версії LeoCAD для BeOS, але роботи були припинені, зокрема через припинення розробки самої операційної системи. З січня 2022, актуальні версії LeoCAD було портовано для операційної системи Haiku, яка є вільною реолізацією BeOS.
У листопаді 2001, у журналі угор. «Internet Kalauz» було надруковано статтю угор. «Digilegó», досл. «Цифрове Lego» з оглядом програм LDraw, MLCAD та LeoCAD.
23 липня 2003, компанія Lego Group випустила першу версію власного редактора віртуальних моделей Lego під назвою Lego Digital Designer (LDD) для Windows і Mac OS. LDD мав власний формат бібліотеки блоків і файлів моделей (.lxf), не сумісний з форматом LDraw (LeoCAD підтримує відкриття файлів LDD). Будучи популярним певний час, LDD зрештою втратив популярність, серед інших причин й через появу великої кількості нових редакторів після 2010, і його розробку офіційно було припинено у 2016, а з 2023 повністю припинено надання оновлень бібліотеки блоків до нього. Натомість новим офіційним редактором Lego став BrickLink Studio (Stud.io), який розроблявся з 2016 однойменною компанією, власницею популярного порталу для фанатів Lego, яку Lego Group поглинула разом усіма активами у 2021. Редактор BrickLink Studio з самого початку створювався з підтримкою використання бібліотек і файлів моделей у форматі LDraw.
У жовтні 2003, в угорському журналі угор. «Computer Panoráma» було опубліковано статтю про програмне забезпечення САПР з оглядом LeoCAD, BlockCAD, XTrackCAD та інших програм.
З середини 2000-х, LeoCAD поставлявся видавцями різних комп'ютерних журналів на компакт-дисках з безкоштовними програмами, що додавалися до випусків журналів, таких як «Linux Magazine» (CD), «com!» (CD), «CHIP» (DVD), «Personal Computer & Internet» (DVD).
У 2008, у китайському журналі кит.: 大众软件, було надруковано огляд LeoCAD і принципів роботи з віджетом Minifig Wizard.
У березні 2009, LeoCAD було портовано для смартфонів iPhone.
У березні 2010, на сайті профільного видання «Brothers Brick», що спеціалізується на темі Lego, було опубліковано статтю англ. «The future of LDraw?», досл. «Майбутнє LDraw?», зі згадкою про LeoCAD. Стаття була призначена пояснити що таке LDraw, і чим LDraw відрізняється від редактора та рендера, яким є LeoCAD.
To quickly give an overview it’s a CAD system and associated library designed to let you build LEGO models on your computer. It’s not the editors (those are things like MLCAD, LeoCAD and Bricksmith) or the renderers (like LDView) but the system all of these use and the parts library. Like LDD but more versatile.— Gambort, The future of LDraw?, https://www.brothers-brick.com/2010/03/14/the-future-of-ldraw/
У 2015, Франк Гофман (англ. Frank Hofmann) опублікував у журналі «Ubuntu User» (Issue 27) статтю під назвою англ. «Modeling with LeoCAD», досл. «Моделювання у  LeoCAD» (підзаголовок статті: англ. «Building Blocks», досл. «будівельні блоки»), яка була присвячена опису процесу створення віртуальних моделей Lego у програмі LeoCAD. Окрім друкованої версії у журналі, стаття розмішена у вільному доступі на сайті видання.
У грудні 2016, французьке видання «Framboise 314» опублікувало статтю з оглядом процесу встановлення і використання програми LeoCAD на одноплатних комп'ютерах Raspberry Pi. На основі Raspberry Pi також створено програмовані блоки-кубики для конструкторів Lego.
У жовтні 2017, стаття з описом використання LeoCAD була опублікована у японському електронному журналі «Gigazine».
В іспанському журналі «HispaBrick Magazine» регулярно друкувалися огляди і статті присвячені різним програмам для роботи з LDraw форматом, у тому числі й програмі LeoCAD.
23 грудня 2021, Леонардо Зід став лауретом щорічної премії «James Jessiman Memorial Award», отримавши її як відзнаку за значний внесок у розвиток проекту LDraw.org зроблений ним за понад 20 років участі у проекті.
У 2023, Даніель Тібі (англ. Daniel Tibi) опублікував у англомовній версії журналу «Linux Magazine» (Issue 268) статтю з настановами щодо використання програми LeoCAD та бібліотеки блоків LDraw. Стаття також була видана польською та німецькою мовами.
Станом на 2024, Зід продовжує вдосконалювати програму LeoCAD та допомагає іншим розробникам програмного забезпечення для роботи з форматом LDraw, а також бере участь у розробці та вдосконаленні стандарту LDraw.

## Можливості
LeoCAD є одним з найперших редакторів віртуальних моделей Lego з графічним інтерфейсом, який все ще перебуває в активній розробці (станом на 2024), а також є одним із найпопулярніших і найпростіших для опанування редакторів файлів LDraw, який увібрав у себе багато різних функцій та інструментів наявних у інших подібних програмах:
- Багатоплатформність[62]: офіційна підтримка Linux[63][64][65], Mac OS, Windows[66], а також неофіційні порти для інших платформ, створених користувачами, серед яких є порти для Haiku[16], FreeBSD[67][68][69], Solaris[70], Solus[71], Raspbian (Raspberry Pi[41][72]) та Pandora[en][73][74].
- Підтримка роботи з через інтерфейс командного рядка[75][76][77].
- Підтримка налаштування інтерфейсу програми (положення панелей інструментів, кольорової теми інтерфейсу, налаштування поєднання клавіш).
- Можливість реорганізації каталогу блоків методом редагування конфігурації груп блоків[78].
- «Minifig Wizard» — віджет для генерування моделей мініфігурок LEGO (з підтримкою використання і створення шаблонів конфігурації).
- Панель навігації бібліотекою блоків (з налаштовуваними відображенням, фільтрами сортування і пошуком).
- Розділення робочої області на кілька частин (вюпортів).
- Підтримка ортографічної та перспективної проекцій відображення моделей.
- Створення моделей з ієрахічною топологією методом комбінації групування блоків та субмоделей.
- Підтримка швидкого "прилипання" блоків за місцями кріплення (положення шипів, гнізд, центри деталей) та до площин граней, з можливістю встановлення кроку "прилипання" по осям X, Y та Z у локальній або глобальній системі координат.
- Підтримка гнучких блоків (кабелі, пружини, "гумові" блоки, стікери, тощо)[79][80]. Гнучкі блоки мають піктограму у вигляді "змійки" у лівому верхньому куті іконки попереднього перегляду у списку блоків.Редагування гнучких блоків у LeoCAD

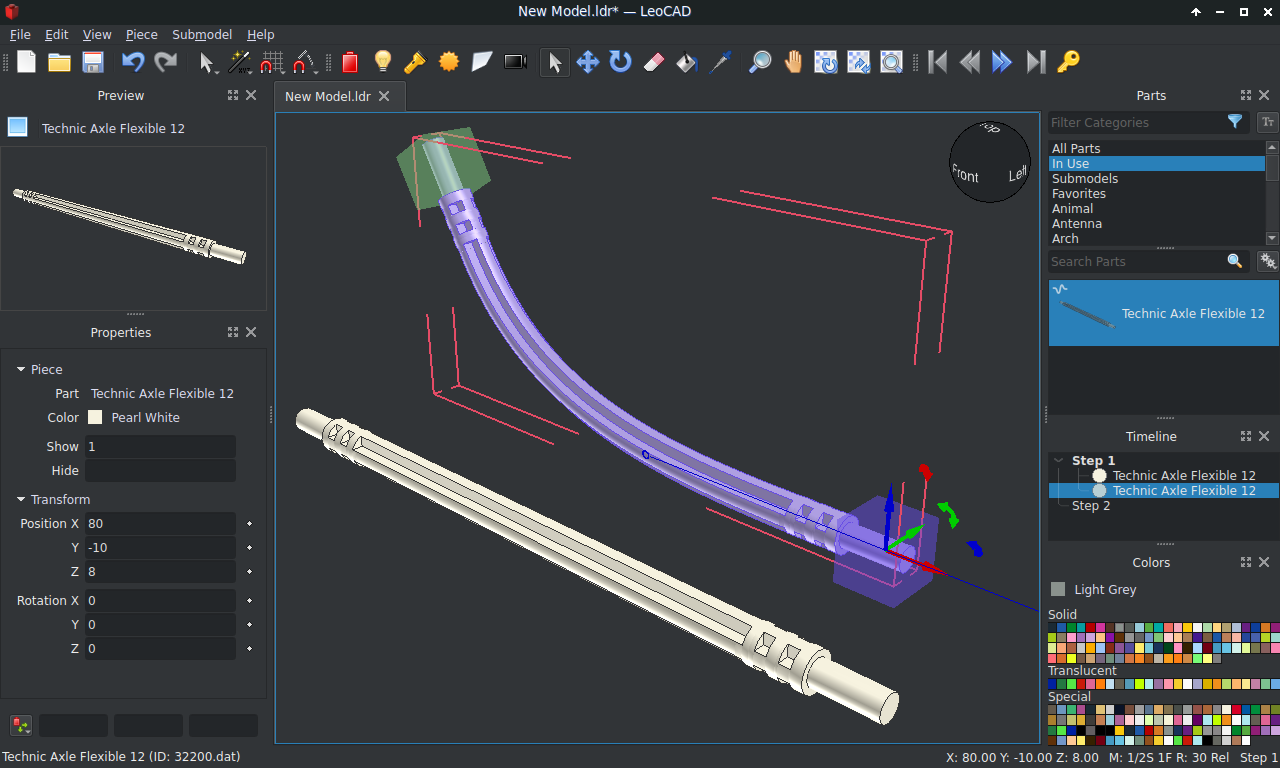
Редагування гнучких блоків у LeoCAD

- Підтримка різних типів матеріалів (матових, глянцевих, напівпрозорих) і кольорів блоків.
- Підтримка швидкої зміни кольору обраних деталей та заміни усієї палітри кольорів деталей.
- Відображення покрокової структури моделі з можливістю швидкої реорганізації блоків по кроках.
- Встановлення камер (можуть бути використані для відображення в окремих вюпортах) та джерел світла для налаштування ракурсу і освітлення у віртуальній сцені при підготовці до рендерингу.
- Рендеринг фотореалістичних або стилізованих (див. Контурне тонування[81]) зображень моделей з використанням вбудованого рушія OpenGL, або POV-Ray чи Blender.
- Створення LEGO-анімацій шляхом організації стоп-кадрів кроків зміни положення моделей і окремих деталей у сцені.
- Створення простих покрокових інструкцій по збиранню моделей, як у форматі для друку (PDF), так і для розміщення на вебсайті (HTML).Створення інструкції зі збирання у LeoCAD

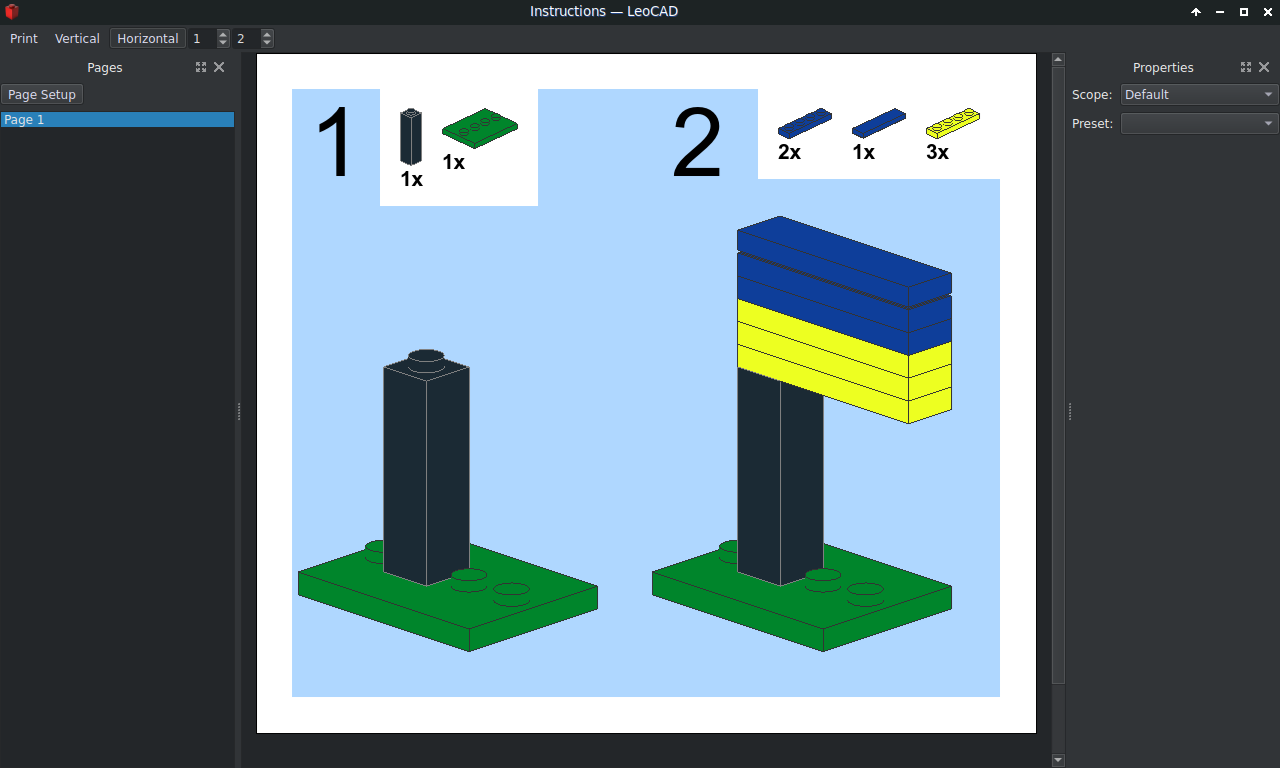
Створення інструкції зі збирання у LeoCAD

- Можливість використання як воксельного редактора (за умови, якщо блоки мають форму куба[82]; достатньо лише одного блока LDraw у формі куба).

### Система координат і одиниць
LeoCAD має власну систему координат і систему одиниць, яка спирається частково на метричну систему (у ранніх версіях програми можна було перемикати відображення позиції і розмірів блоків у сантиметрах), а також на стандарт LDraw (у стандарті LDraw основною одиницею є LDU — англ. LDraw Unit).

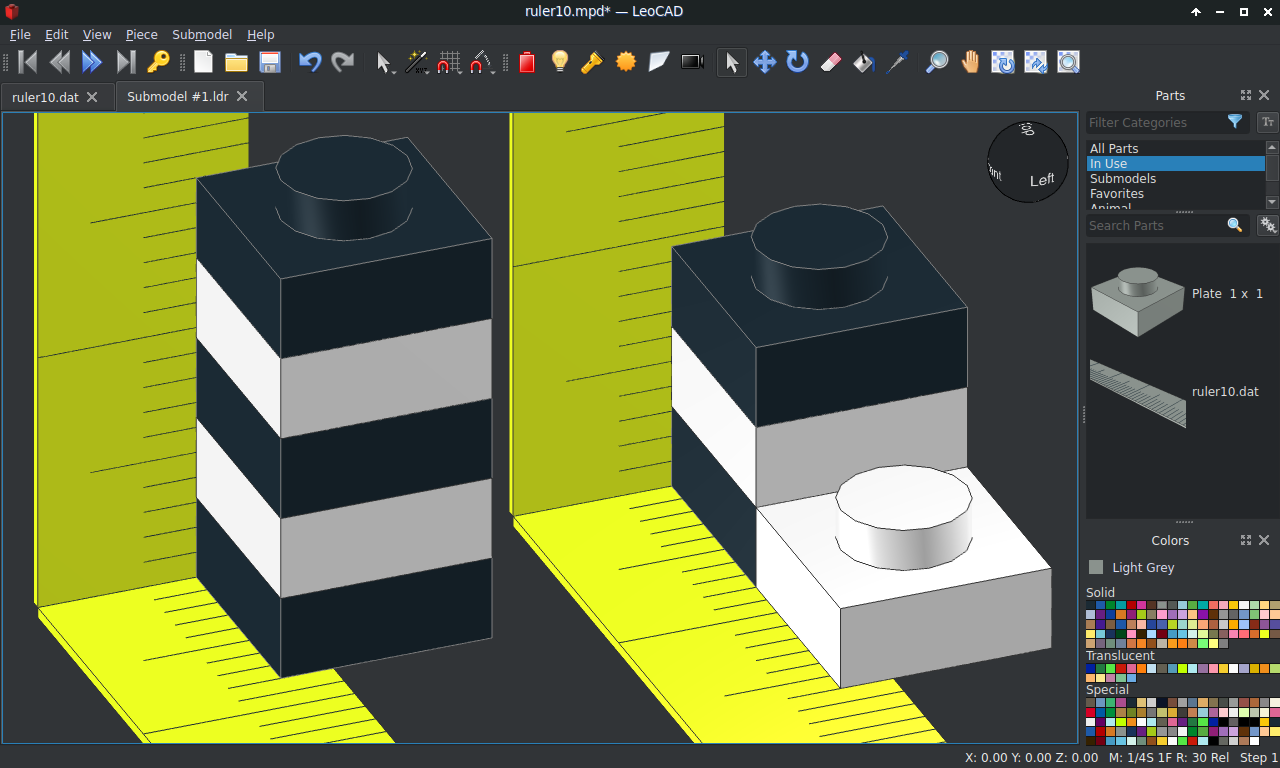
Вимірювання розмірів блоків LDraw у LeoCAD блоком у вигляді лінійки (ціна поділки: 1 мм)

Система координат LeoCAD відповідає Декартовій системі: осі X та Y лежать у нижній площині, а вертикальна вісь Z спрямована вектором догори; у LDraw використовується інша система координат: осі X та Z лежать у нижній площині, а вертикальна вісь Y направлена вектором донизу.
Одиниці відстані теж відрізняються: 1.0 LDU (LDraw unit) = 0.5 LeoCAD unit.
Орієнтовний масштаб для створення масштабних моделей: 1:42½ (масштаб мініфігурок LEGO).
У таблиці наведено приклад конвертування координат точки з системи координат LeoCAD у систему координат LDraw, а також приклад конвертації основних розмірів пластинки та кубика Lego:
|                            | LeoCAD       | LDraw (LDU)   | сантиметри |
| -------------------------- | ------------ | ------------- | ---------- |
| Координати: X / Y / Z      | 10 / 30 / 36 | 20 / -72 / 60 |            |
| Відстань між двома шипами  | 10           | 20            | 0.8        |
| Висота пластини (без шипа) | 4            | 8             | 0.32       |
| Висота кубика (без шипа)   | 12           | 24            | 0.96       |

У LeoCAD також підтримується дві системи координат трансформацій: глобальна і локальна. Локальна система трансформацій корисна для позиціонування і обертання поточного положення чи центра групи, у яку вміщено блок. У нижньому правому куті вікна програми LeoCAD відображаються координати центру обраної деталі, а також інформація щодо поточних налаштувань прив'язки переміщення за осями XY та Z, кроку повороту (у градусах), типу трансформації і назва поточного кроку інструкції зі збирання моделі.

### Формати файлів

#### Редагування, об'єднання і збереження
- Модель LeoCAD (.lcd) — основний формат у ранніх версіях LeoCAD (у актуальній версії підтримується лише відкриття без збереження.
- Блок і модель LDraw (.dat, .ldr, .mpd) — у актуальних версіях LeoCAD використовується як формат файлів проектів (моделей); при додаванні у файл .ldr додаткових субмоделей тип файлу автоматично змінюється на .mpd.
- Зображення (знімок екрана робочої області) у PNG, BMP, JPEG.

#### Імпорт
- Модель Lego Digital Designer (.lxf)[91].
- Інвентар наборів з сайту Rebrickable[92] (потрібен доступ до Інтернету).

#### Експорт
- 3D модель 3D Studio Max (.3ds).
- 3D модель Collada (.dae).
- 3D модель Wavefront (.obj).
- Інвентар (список деталей) моделі у CSV (.csv).
- Інвентар моделі у BrickLink (.xml)[93].
- 3D сцена POV-Ray (.pov) — для експорту і рендерингу з допомогою рендера POV-Ray необхідно додатково встановити LGEO[94][95] (бібліотека блоків у форматі POV-Ray).
- Інструкція зі збирання моделі у PDF або HTML (або вивід на принтер для прямого друку).

LeoCAD також дозволяє передавати полігональну 3D модель повністю безпосередньо у програму Blender з використанням API, що дозволяє під'єднувати Blender до LeoCAD як рушія рендирингу. Також існує кілька доповнень для Blender для імпорту, експорту і рендерингу моделей у форматі LDraw.

### Бібліотеки блоків
Для створення моделей у LeoCAD використовуються існуючі бібліотеки блоків у форматі LDraw, створені іншими користувачами, а також є можливість використання власноруч створюваних бібліотек блоків власного дизайну.
Існуючі готові до використання бібліотек блоків поділяють на:
- офіційні — створені спільнотою LDraw.org у відповідності до справжніх кубиків з наборів конструктора Lego (зі збереженням нумерації блоків, у відповідності до заводських номерів кубиків), а також створені іншими користувачами за тим же принципомДокладніше: LDraw#Офіційні блоки
- неофіційні — створені для кубиків з наборів конструкторів подібних до Lego (зокрема клонів Lego, сумісних або частково сумісних з кубиками Lego), а також інших конструкторів, які мають інші форму та принцип з'єднання деталейДокладніше: LDraw#Неофіційні блоки

Репозиторій коду LeoCAD містить мінімальний набір офіційних блоків, а останні тестові збірки програми надаються зі вбудованою повною бібліотекою офіційних блоків, актуальних на момент релізу нової версії програми. За необхідності, користувач може завантажити оновлену повну бібліотеку з сайту LDraw.org і в налаштуваннях програми LeoCAD визначити яку бібліотеку блоків використовувати.

## Історія версій
Джерела данних: офіційний сайт, SourceForge, GitHub.
| Версія                                                                                                 | Дата виходу   | Інформація |
| --- | ------------- | --- |
| n/a | 1996          | перша версія |
| 0.41                                                                                                   |               | підтримка багатопоточності, додано опції для перемикання видимості блоків, створення послідовностей блоків, змінено панель інструментів та діалог налаштувань POV (англ. "point of view", досл. «точка огляду») |
| 0.42                                                                                                   |               | додано підтримку розділення робочої області на кілька вікон (опція у меню із передвстановленими шаблонами розілення) |
| 0.43                                                                                                   |               | додано ефект "туману", налаштування для встановлення растрового зображення як фону головного вікна, збереження позицій панелей інструментів, імпорт файлів моделей LDraw з використанням поточних налаштувань кольору, додавання блоків у поточний крок, коректна вставка згрупованих блоків, коректна робота з "file/new LeoCAD project" з Windows Explorer |
| 0.44                                                                                                   |               | збереження налаштувань "туману" та фонового зображення у файлах проектів, додано опції у меню діалогів |
| 0.45                                                                                                   |               | додано опцію збереження налаштувань для нових проектів, діалог для налаштувань властивостей блоку, додано опцію для відображення блоків із зафарбованими полігонами (замість лише контурного відображення), повністю переписано менеджер бібліотеки блоків (англ. Part Library Manager), додано опцію імпорту блоків LDraw з вказаної теки |
| 0.46                                                                                                   |               | додано новий список кольорів, додано переміщення та обертання сцени клавішам клавіатури, додано групування блоків, додано приховування у списку блоків LDraw які є символьними посиланням на інші блоки (блоки з заголовком "~Moved to ...") |
| 0.47                                                                                                   |               | випралено помилку у коді що призводила до краху LeoCAD на деяких комп'ютерах |
| 0.48                                                                                                   |               | додано опцію для видалення усіх доданих після визначеного кроку опція для відображення шипів у вигляді кубів (для спрощення), додано діалог для редагування мініфігурок |
| 0.49                                                                                                   |               | додано збереженя зображень JPEG та підтримку використання JPEG як фонових зображень, додано опцію для створення інструкцій зі збирання у форматі HTML, нові режими переміщення ("keyframer"/"snapshot") |
| 0.50                                                                                                   |               | додано експорт у POV-Ray (з допомогою LGEO) |
| 0.60                                                                                                   | 1998-12-24    | програму переписано наново |
| 0.61                                                                                                   | 1998-01-13    | додано підтримку базової анімації |
| 0.62                                                                                                   | 1999-01-21    | додано експорт Wavefront та 3DS (без кольору), налаштування відображення "підлоги" і "неба" у сцені, підсвічування нових деталей у інструкції зі збирання (HTML), додано підказки для елементів інтрефейсу |
| 0.63                                                                                                   | 1999-02-12    | додано генераію зображень для інструкції зі збирання при експорті у HTML, додано опцію для завантаження оновлень бібліотеки блоків |
| 0.64                                                                                                   | 1999-03-27    | додано редактор ландшафтів (3D рельєфу), нова функція експорту POV-Ray, додано експорт 3DS та OBJ зі збереженням кольорів, додано опцію у меню для налаштування сітки прилипання з рядка статуса |
| 0.70                                                                                                   | 1999-08-20    | перша версія для Linux (з інтерфейсом GTK), додано нові команди для інтрефейсу командного рядка, збереження коректних черезрядкових файлів GIF (англ. interlaced GIF), налаштування для стандартної теки з файлами моделей .lcd, діалог для редагування груп блоків, підтримка нескінченної глибини вкладення груп одна в одну |
| 0.71                                                                                                   | 1999-09-19    | новий метод переміщення об'єктів з допомогою курсора миші, подвійний клік ЛКМ виділяє об'єкт під курсором, вставлювані нові блоки аттоматично стають активними (виділеними) |
| 0.73                                                                                                   | 2000-12-18    | додано налаштування обертання кожної деталі мініфігурок у Minifig Wizard та опцію для зберігання створеної мініфігурки як шаблону, додано додаткові системні діалоги у версії для Linux. |
| 0.74                                                                                                   | 2005-02-18    | додано візуальні елементи (гізмо) для обертання і переміщення об'єктів у головному вікні з використанням курсора миші, додано налаштування комбінацій клавіш, додано команди для вставки і видалення кроків для інтсрукцій зі збирання, додано підтримку коп'ютерів Big Endian (Linux PPC) |
| 0.75.1                                                                                                 | 2010-07-01    | підтримка файлів конфігурації Minifig Wizard (MLCad.ini) |
| 0.75.2                                                                                                 | 2011-06-17    | додано підтримку блоків з іменами довжиною понад 8 символів |
| 0.76                                                                                                   | 2012-03-18    | оновлено інтерфейс версій для Linux та Windows, підтримка динамічного розділення вікна на кілька вікон з можливістю зміни розмірів, додано комбінацію клавіш Ctrl та клавіш миші для швдикого переміщення, наближення і обертання сцени у головному вікні замінено панель "Modify" панеллю "Properties" для зміни властивостей виділених блоків, оновлено експорт POV-Ray з підтримкою актуальної бібліотеки LGEO, додано опцію для імпорту бібліотеки блоків з теки, покращено конвертування кольорів при імпорті моделей, додано відображення блоку у формі куба на місці блоків моделі які відсутні пнаявній бібліотеці блоків, змінено одиниці відображення положення блоків на LDU (LDraw Unit, замість сантиметрів) |
| 0.76.2                                                                                                 | 2012-04-07    | додано команду інтерфесу командного рядка для створення бібліотек блоків |
| 0.77                                                                                                   | 2012-07-05    | додано нові кольори, швидше відображення для відеокарт з підтримкою VBO (англ. Vertex Buffer Objects) |
| 0.78                                                                                                   | 2012-08-14    | новий гізмо для контролю мишею виділених блоків, додано нові опції трансформування на панель інструментів, додано опцію повторної вставки обраного блоку при затисненій клавіші Ctrl, додано категорію аксесуарів для діалогу створення мініфігурок, додано підтримку MSAA (англ. MultiSampling Anti-Aliasing) |
| 0.78.1                                                                                                 | 2012-09-21    | додано сповіщення про не збережі налаштування комбінацій клавіш |
| 0.79                                                                                                   | 2012-12-13    | змінено формат бібліотеки блоків, додано підтримку текстурованих блоків, додано підтримку безпосереднього використання бібліотеки блоків LDraw.org, завантаження налаштувань кольорів з файлу ldconfig.ldr віщеному у бібліотеці блоків, підтримка збереження положення вікон при збереженні між сесіями, додано автоматичну підстановку імені блокі якщо введено номер блоку, при відкритті файлу автоматично підганяється під розмір вікна |
| 0.79.1                                                                                                 | 2013-01-02    | зберігання вигляду при відміні або повторенні дій, зчитування списку блоків безпосередньо з файлу parts.lst розташованому у теці з блоками |
| 0.79.2                                                                                                 | 2013-01-21    | покращено інтеграцію версії для Linux з Linux серидовищем |
| 0.79.3                                                                                                 | 2013-06-03    | покращено обертання камери, додано опцію для друку списку деталей моделі (BOM, англ. Bill of Materials, досл. «список матеріалів», специфікація у будівництві), додано вбудований мінімальний набір базових блоків (на випадок відсутності повної бібліотеки блоків), додано експорт списку деталей у формат BrickLink, додано відображення ID і вибір кольору блоку для експорту в HTML, додано наближення і обертання камери у віджет Minifig Wizard; для Linux: додано вставку блоків у сцену перетягуванням зі віджета списку блоків, додано підтримку середньої клавіші миші і колеса прокручування, виправлено експорт кольорів у .3ds                                                                              |
| 0.80                                                                                                   | 2013-08-13    | інтерфейс переписано на Qt та уніфіковано для усіх платформ, DMG для Mac OS X, додано вікно пошуку блоків у бібліотеці, додано експорт списку блоків модулі у CSV |
| 17.02                                                                                                  | 2017-02-17    | нова нумерація версій (YY.MM) |
| 23.03                                                                                                  | 2023-03-19    | нова панель кроків, підтримка жестів трекпаду, налаштовувані кольори об'єктів, сповільнення наближення якщо затиснуто ⇧ Shift, підтримка друку з діалогу редагування інструкцій |
| continuous (тестова)                                                                                   | (оновлюється) | підтримка Qt6, нові діалоги вибору кольору та блоку для заміни обраного блоку |
| 2x.xx                                                                                                  |               | імплементація функцій наявних у тестових збірках (дивіться continuous) |
| Легенда:Стара версіяСтара версія, все ще підтримуєтьсяОстання версіяОстання бета-версіяМайбутній реліз |               | |

## Інші програми

### L²CU
L²CU (англ. LDraw Linux Command line Utility) — набір скриптів Shell для Linux та інших Unix-подібних операційних систем для автоматизації роботи з LeoCAD та іншими програмами з використанням можливостей інтерфейсу командного рядка.

### LeoMCAD (LeoCAM)
LeoMCAD (англ. Lego Mechanical CAD, початково LeoCAM ) — форк LeoCAD створений Франциско Гонзалесом Гарсією (ісп. Francisco González García) під час написання магістерської дисертації в Університеті Жирони у 2003.

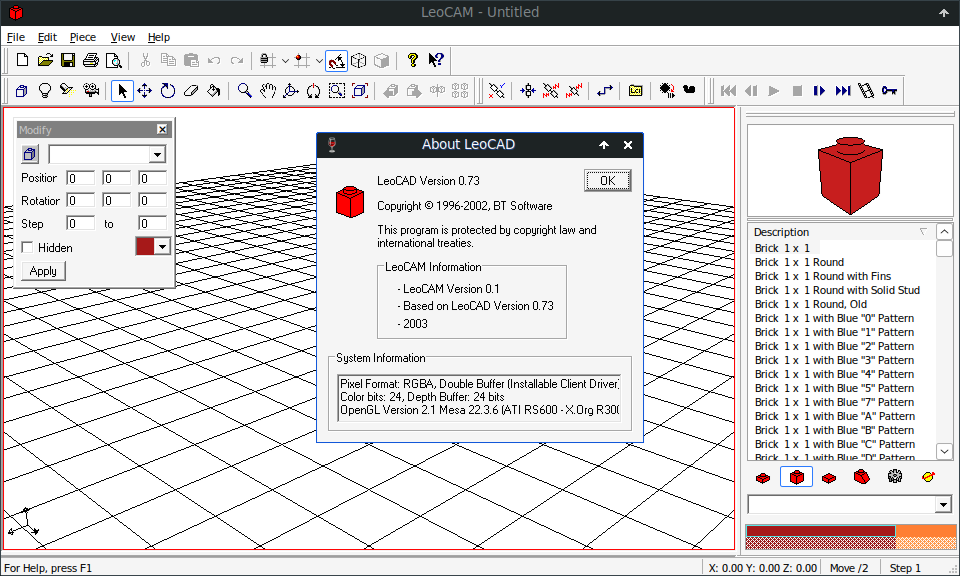
Симуляція зубчастої передачі у LeoCAM

### LPub3D
LPub3D — вільне програмне забезпечення, створене на основі коду LeoCAD та інших вільних програм (LPub, LDView, LDGlite), призначене для верстки і підготовки до друку комплексних покрокових інструкцій зі збирання моделей збережених у форматі LDraw. Деякі функції LeoCAD також були зворотньо запозиченими з LPub3D. Автором програми LPub3D є Trevor Sandy.

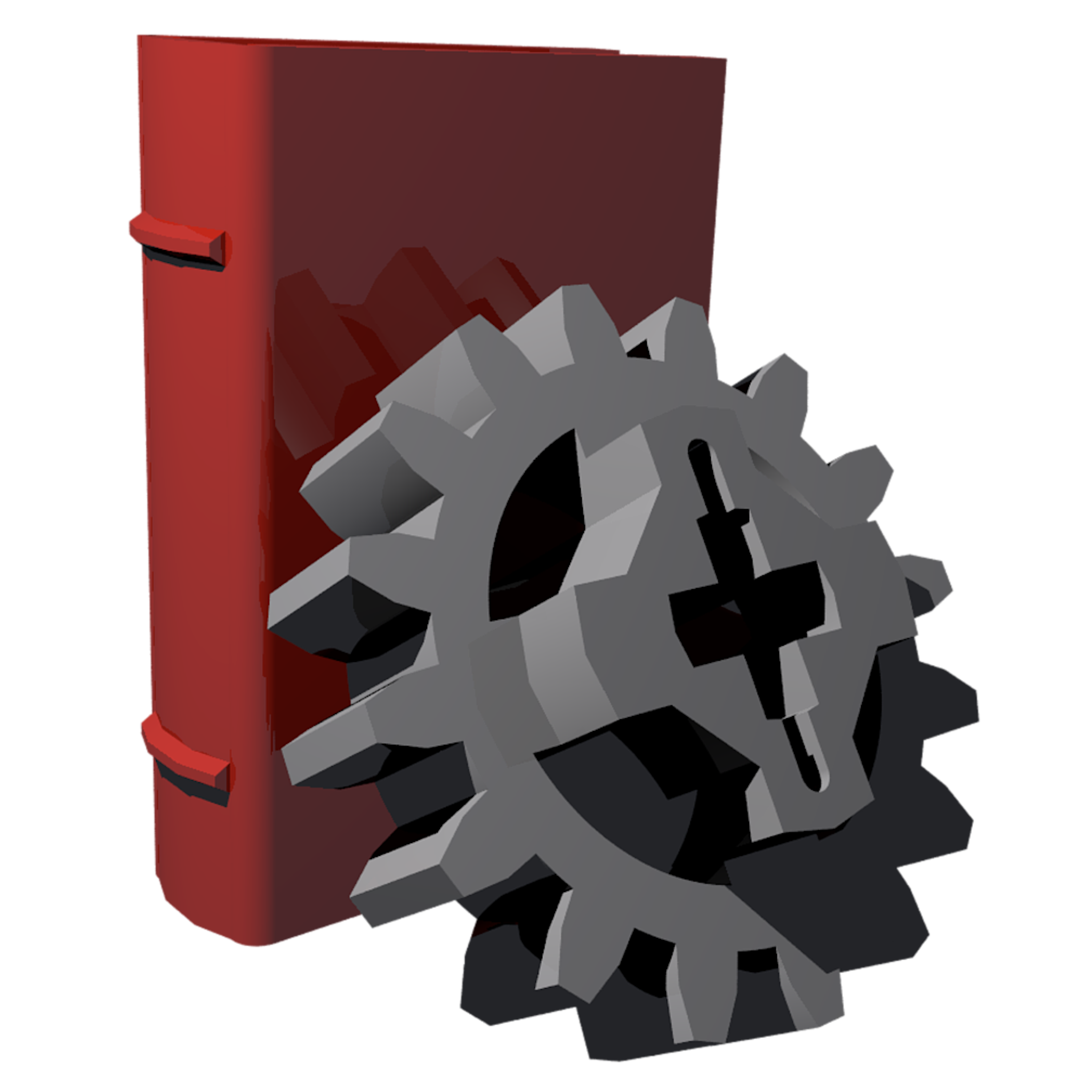
Логотип LPub3D
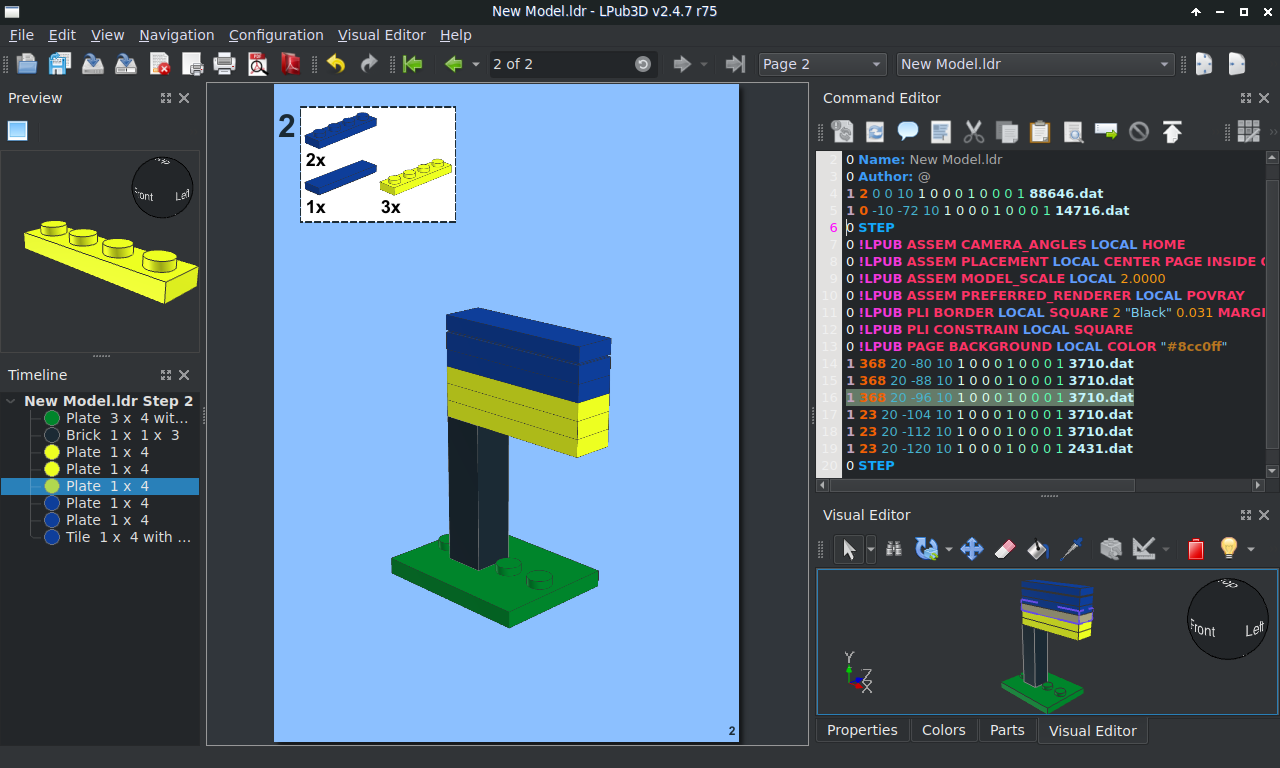
Створення інструкції зі збирання у LPub3D

### LTouchIt
LTouchIt — форк LeoCAD, адаптований для роботи з сенсорним вводом, призначений для використання на інтерактивних стендах (столах iз стільницею у вигляді сенсорного дисплея).

### LSketchIt
LSketchIt — програмне забезпечення для створення моделей Lego у форматі LDraw на основі малюнків (архітектурних рисунків) з використанням технології машинного зору і програми LTouchIt.

## LeoCAD Model Gallery
Перші користувачі LeoCAD надсилали електронною поштою автору LeoCAD файли моделей створених ними на основі існуючих офіційних наборів Lego та моделей власного дизайну (Lego MOC, англ. My Own Creation, досл. «моя власна робота», творча робота, захищається авторським правом), і потім ці файли опубліковувалися у вільному доступі для завантаження на офіційному сайті програми (сторінка з галереєю моделей на офіційному сайті LeoCAD, на той час розміщеному на хостину GeoCities, отримала відзнаку «Cool LEGO Site of the Week #102» від спільноти LUGNET, як найкращий сайт тижня 4-10 жовтня 1998).
Однією з моделей власного дизайну користувачів у «LeoCAD Model Gallery» був Lego MOC з назвою англ. «Attack Helicopter», досл. «Ударний Вертоліт», масштабна модель Мі-24, яку створив відомий турецький фанат Lego Сельчюк Ґюре (тур. Selçuk Göre, псевдонім "tayyare", один з перших зареєстрованих користувачів LUGNET) на основі власної ж розробки моделі, створеної ще у дитинстві з кубиків конструктора Lego у 1984 (саме в той час Мі-24 активно застосовувалися армією Іраку в ході Ірано-іракської війни та радянськими військами під час вторгнення СРСР в Афганістан).
|                                                            | [...], Я завжди готував інструкції зі збирання для великих моделей перед тим як розібрати їх, малюючи від руки перед темними часами[уточнити] і використовуючи LeoCAD нині. Більше того, я переробив мої старі інструкції намальовані від руки для своїх MOC'ів часів 1980-х використовуючи LeoCAD і ви зараз можете побачити деякі з них на сайті LeoCAD Model Gallery. |
| — Сельчюк Ґюре, https://www.lugnet.com/people/members/?m=4 | |

Ґюре надіслав автору LeoCAD файл моделі у форматі .lcd, датований 1 лютим 1998, а через два роки, у лютому 2000 розіслав файл моделі сконвертованої у формат .dat поштовою розсилкою спільноти LUGNET, та завантажив у власну галерею на сайті Brickshelf альбом фотографій кількох варіантів своєї моделі зібраної з кубиків Lego:
|                                                                                   | Це значно перероблений MOC з [мого] дитинства [створений] у 1984. Так як файл експортовано з LeoCAD, я дуже рекомендую використовувати L3lab, для уникнення неправильної орієнтації [блоків моделі] і подібного роду [проблем]. Selçuk Göre 0 Model exported from LeoCAD 0 Original name: Model - 06 Attack Helicopter.lcd ... |
| — Сельчюк Ґюре, Attack Helicopter, https://news.lugnet.com/cad/dat/models/?n=1036 | |

Станом на 2024, на офіційному сайті LeoCAD відсутній розділ з галереєю моделей. Архів у форматі ZIP з усіма файлами моделей, що були раніше розміщені у LeoCAD Model Gallery, доступний на архівній копії сторінки галереї, створеній з допомогою Wayback Machine.
Окрім галереї на офіційному сайті, користувачі LeoCAD поширювали і поширюють файли своїх моделей (у форматах .lcd і .dat/ .ldr/.mpd) на власних сайтах, спеціалізованих платформах (Brickshelf, Bricksafe, Rebrickable) та вебфорумах (LDraw.org, Eurobricks, Bloks Forum,тощо). Вебсайт Brickshelf, заснований у 1999, є однією з найперших спеціалізованих вебплатформ для спільноти користувачів Lego, де кожен користувач може безкоштовно створювати власні галереї з фотографіями та інструкціями зі збирання і файлами моделей Lego. 19 червня 2024, засновник Brickshelf, Кевін Лоч англ. Kevin Loch, раптово помер у віці 52 років.
|                                                                                             | Сумна і шокуюча новина. Ми розмовляли про старі часи під дописом [у Facebook] лише кілька тижнів тому. Він був одним з великих героїв спільноти LEGO. |
| — Сельчюк Ґюре, https://www.brickfanatics.com/tributes-for-founder-lego-website-brickshelf/ | |

З середини 2000-х, Brickshelf майже повністю був витіснений з ужитку серед фанатів Lego, особливо нової генерації, з появою великої кількісті нових безкоштовних вебсервісів — фотохостингів (Flickr, Instagram), соціальних мереж (Reddit, Facebook, Twitter), відеохостингів та стрімінгових платформ (YouTube, Twitch). Через відсутність наразі адміністратора, користувачам Brickshelf було рекомендовано зробити резервні копії файлів з власних галерей розміщених на сайті Brickshelf.

## Застосування

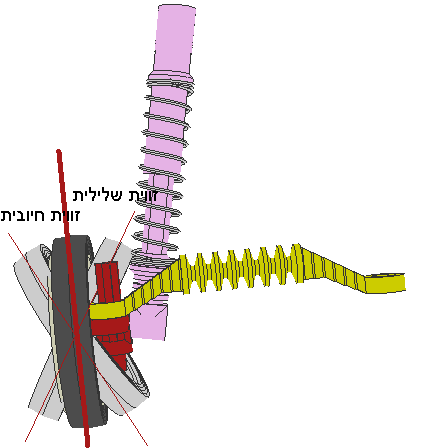
Модель підвіски і розвалу коліс автомобіля, створена у LeoCAD

LeoCAD використовується як для розваг дітьми і дорослими, як допоміжний інструмент при складанні та розробці моделей Lego і як віртуальна заміна фізичним кубикам Lego, так і з освітньою метою, у тому числі при дистанційному навчанні, на заняттях з Креслення, Інформатики, Трудового навчання та гуртках різного виду моделізму, зокрема Робототехніки, та задля здійснення науково-дослідницької діяльності у таких галузях наук як Комп'ютерна графіка, Архітектура, Механіка та Кінематика, зокрема для дослідження кінематики механізмів.
Для симуляції роботи механізмів створених з допомогою LeoCAD можна використовувати вільний симулятор CoppeliaSim, для якого розроблено доповнення для імпорту файлів у форматі LDraw.
Ще однією сферою застосування LeoCAD є проектування прототипів виробів зібраних з кубиків Lego, наприклад корпусів для портативних комп'ютерів та електронних пристроїв (Raspberry Pi, гральних консолей, тощо).
У 2000, Філіп Хурбейн (англ. Philippe Hurbain, псевдонім "Philo"), відомий учасник спільнот LDraw.org, LUGNET та FreeLUG (французька спільнота користувачів Lego), спроектував з допомогою LeoCAD оптикомеханічний пристрій для розпізнавання штрихкодів, уся конструкція якого складається лише з кубиків Lego, зокрема оптичний сенсор, електродвигун та блок управління взято з наборів серії Lego Mindstorms, а для корпусу і механізмів використано кубики з наборів серії Lego Technic. У 2001, Хурбейн, на основі свого розпізнавача штрихкодів, спроектував з допомогою LeoCAD сортувальну машину «Brick mixer» для сортування кубиків Lego, конструкція якої також складається виклчно з кубиків Lego. Файли цих та інших своїх проектів у форматі .lcd, створених з допомогою LeoCAD, Хурбейн розмістив у вільному доступі на власному сайті.
LeoCAD використовується розробниками вільного програмного забезпечення ARNEIS (проєкт з розпізнавання і автоматизованого сортування кубиків Lego з використанням вільної програмної бібліотеки OpenCV для машинного зору).
LeoMCAD, форк LeoCAD, використовується дослідниками Університету Жирони для симуляції різних фізичних процесів, зокрема для симуляції руйнування будівель при землетрусах.
На сайті проекту «LEGO IDEAS», раніше відомого як «Cuusoo», де користувачі можуть запропонувати свої проекти Lego MOC і за результатами голосування отримати можливість випустити їх як офіційний набір від компанії Lego Group, автори MOC часто прикріплюють до опису проектів зображення та файли моделей, сторених з використанням LeoCAD.

## Критика
У 2012, у журналі «PC World» було опубліковано статтю англ. «Build Virtual Lego Constructions With LDraw», досл. «Створюйте віртуальні моделі Lego з допомогою LDraw», у якій було оглянуто систему LDraw та пов'язані з нею програми, подібних до LeoCAD, але без згадки LeoCAD. У статті відзначено що LDraw хоча і є досить потужною системо, проте також є дуже складною для освоєння новими користувачами. Того ж року, Крістофер Мімс (англ. Christopher Mims) опублікував колонку із заголовком англ. «In a 3-D Printed Future, Do Toymakers Have a Business Model?», досл. «У майбутньому світі 3D друку, чи мають виробники іграшок бізнес план?» у виданні «MIT Technology Review», у якій поділився роздумами щодо домашнього 3D-друку і того чи зможе він витіснити класичних виробників іграшок, і як приклад згадав про LeoCAD: "LeoCAD, бібліотека, з понад 4 000 кубиків LEGO, вже існує.”,— насправді ж LeoCAD нє був і не є бібліотекою блоків, а лише постачається з обмеженою кількістю блоків з бібліотеки блоків створеної спільнотою LDraw.org, і окрім того бібліотека LDraw.org хоча й описує геометрію кубиків Lego, все ж має недостатню деталізацію для якісного 3D друку, і в разі 3D друку отриманий кубик не може замінити чи навіть конкурувати з таким же кубиком виготовленим оригінальним виробником ні за якістю, ні за ціною.
У 2017, оглядач порталу «TrishTech» порівняв інтерфейс LeoCAD з інтерфесом таких програм як AutoCAD та 3ds Max, відзначивши як позитивну характеристику LeoCAD наявність та простоту використання панелі зі списком блоків, яка дозволяє легко знайти потрібний блок. Також до позитивних якостей було віднесено можливість експорту у формати полігональних сіток Wavefront OBJ та інші, що в свою чергу дозволяє в подальшому обробляти файли 3D моделей і в інших програмах.
Оглядач порталу «SoftRadar», оглядаючи LeoCAD 18.02 відзначив наявність підтримки різних платформ та велику кількість вбудованих блоків для створення моделей Lego, проте зауважив що на той час бібліотека блоків все ще поступається іншим програмам (Lego Digital Designer, Mecabricks, тощо), а також до негативних характеристик відніс місцями не інтуїтивний інтерфейс і проблеми в роботі програми, що призводили до краху.
Оглядач порталу «LinuxLinks», Стів Еммс оглядаючи LeoCAD 23.03 відзначив інтуїтивність інтерфейсу та простоту використання, а також багатий набір блоків.
Станом на 2024, численні відео в YouTube за пошуковим запитом "LeoCAD" демонструють те, що програма LeoCAD легко опановується дітьми середнього і навіть молодшого віку.

## Факти
- LeoCAD є вільною альтернативою MLCAD, безкоштовному редактору LDraw для Windows, і вільному редактору BrickSmith для Mac OS[219][220][221].
- LeoCAD перевершує MLCAD, хоча все ще не має редактора коду LDraw файлів подібно до MLCAD та LPub3D, але значно поступається можливостями таким редакторам LDraw файлів як LPub3D та LDCad[222].
- Леонардо Зід, автор LeoCAD, є автором WolfGL[223][224], порту рушія гри Wolf 3D, створеного з використанням програмної бібліотеки OpenGL. Першу власну відеогру під назвою «3D Cannons»[225] Зід створив 4 лютого 2000 на основі рушія  WolfGL.

## Дивіться також
- Конструктор (іграшка)
- LDraw
- Lego Digital Designer
- BrickLink Studio
- Crazy Machines[de]

#### Аудіо
- Wolf, Nathan; Mauray, Yannick (17 березня 2020). Scripting GIMP, LEGO®, and cute cats - Makers Corner - Episode 5 // Internet Archive (T:00:23:14)

#### Відео
- LDraw: computer-aided design for serious LEGO fans (SHA2017) // Internet Archive
- BrickCon (2021). Introduction to LDraw на YouTube
- Software How To's. LeoCAD - How To Use All Its Features на YouTube
- Cooked Cat Productions. How to make Building instructions in Leoca на YouTube
- Nizam CAD Mahmud. LeoCAD Quick Demo на YouTube
- Sha Play. Kubuntu @ LeoCAD- Lego build and play на YouTube
- Alonzo Meta. Use LeoCAD to make pixel art cat (EP3) на YouTube
- Данило Тютюшкін (2020). Робототехніка (Курс відеозанять з основ робототехніки)

#### Компакт-диск
- Syngres (2002). LEGO Software Power Tools CD-ROM // Internet Archive.